# Thomas Sørensen
Thomas Løvendahl Sørensen (Fredericia, 1976. június 12. –) a dán válogatott első számú kapusa 1999–2012 között, 101-szeres dán válogatott. Utolsó professzionális klubja a Melbourne City volt.

## Külső hivatkozások
- Thomas Sørensen pályafutásának statisztikái a Soccerbase oldalon (angolul)